# Piers FitzHerbert
Piers FitzHerbert, también Peter fitz Herbert (c. 1163-1235) fue un noble caballero anglonormando, señor de Blaen Llynfi en el condado de Brecknockshire. Chambelán del reino y sheriff de Yorkshire, Inglaterra. Era hijo de Herbert FitzHerbert (c. 1125-1204), y binieto de Herbert de Winchester (c. 1090-1155), Lord chambelán de Enrique I de Inglaterra; y de Lucy fitz Miles (c. 1136-1220), hija de Miles de Gloucester, de quien heredó la baronía en 1219. Obtuvo el honor de Barnstable, Devonshire, del rey Juan I de Inglaterra con quince honores de caballero, parte de las tierras de William de Braose, y fue nombrado castellano del castillo de Pickering, Yorkshire. Piers fue uno de los barones garantes de la Carta Magna en 1215 y, según su firma, el cuarto en rango entre los barones. Perdió los castillos de Blenlevenny y Castell Dinas cuando fueron asaltados y saqueados por Llywelyn ab Iorwerth y Richard Marshal, tercer conde de Pembroke en octubre de 1233. Murió en 1235 y fue sepultado en la abadía de Reading, Yorkshire.
 

## Herencia
La tradición académica le imputa tres matrimonios:
- Alice FitzRoger (m. 1 de junio de 1225), hija de Robert fitzRoger, gran barón de Northumberland, señor de Warkworth y Clavering. Ambos padres de:

1. Lucy FitzPiers (c. 1200-1247), esposa de Esposa de William de Ros (c. 1196-1258), segundo barón de Helmsley;
2. Beatrix FitzPiers (c. 1206-?);
3. Reginald FitzPiers (c. 1206-1286), señor de Blaen Llyfni y condestable del castillo de Winchester;[3][4]
4. Herbert FitzPiers (c. 1207-1248), sheriff de Hampshire.

- Isabella de Ferrieres, de Oakham, heredera del señorío de Lechelade (c. 1172-1252). Hija de Walchelin de Ferriers. Viuda de Roger de Mortimer, señor de Wigmore (c. 1155-1214). No hubo descendencia.

- Sybil de Dinan (m. 1212), hija de Josce de Dinan, fruto de esa relación nació Joan FitzPiers (c. 1183-1205), esposa del caballero Nicholas de Verdun (c. 1174-1231).